# Al-Raghib al-Isfahani
Pour les articles homonymes, voir Isfahani.
Abul-Qasim al-Hussein bin Mufaddal bin Muhammad, connu sous le nom de Raghib Isfahani (persan : ابوالقاسم حسین ابن محمّد الراغب الاصفهانی ), était un savant musulman du XIe siècle en exégèse du Coran (tafsir) et de langue arabe,.
Bien qu'il ait eu une influence sur al-Ghazali, on sait très peu de choses sur lui. On ignore sa date de naissance. Il est mort au début du XIIe siècle, probablement en 1108 ou 1109.
La source principale d'informations est al-Suyuti.
Son œuvre maîtresse est une encyclopédie de la littérature, Muhaḍarat al-udaba.